# Попкорн (фільм)
«Попкорн» — кінофільм режисера Даррена Фішера, що вийшов на екрани в 2007 році.

## Зміст
Денні закохується у чарівну дівчину. Та герой ніяк не може заговорити з нею через свою надмірну скромність. Хлопець навіть переходить на роботу у кінотеатр, де працює його кохана. Та незабаром їй належить піти з цієї посади і Денні вирішує перейти до активних дій. Однак він потребує допомоги і вмовляє місцевого кіномеханіка посприяти. Звичайно, кандидатура на роль помічника виявилася далеко не найкраща, адже механік вже довгі роки живе за шаблонами кінофільмів...

## Ролі
| Актор           | Роль |
| --------------- | ---- |
| Джек Райдер     | -    |
| Джоді Альберт   | -    |
| Ендрю Поттс     | -    |
| Кейт Маберлі    | -    |
| Колетт Браун    | -    |
| Люк де Вулфсон  | -    |
| Лаура Айкман    | -    |
| Офелія Ловібонд | -    |
| Лі Вільямс      | -    |
| Каві Шастрі     | -    |

## Знімальна група
- Режисер — Даррен Фішер
- Сценарист — Даррен Фішер
- Продюсер — Шеріл Краун, Ребекка Кнапп, Гарі Філліпс
- Композитор — Пол Леонард-Морган